# جورج مارشال (لاعب كريكت)
جورج مارشال (بالإنجليزية: George Marshall)‏ (12 سبتمبر 1832 في أستراليا - 13 يوليو 1905) هو لاعب كريكت أسترالي. لعب مع فريق تسمانيا للكريكت.

## وصلات خارجية
- جورج مارشال (لاعب كريكت) على موقع إي آس بي آن كريك إنفو (الإنجليزية)